# Västerbottens Folkblad
Folkbladet nebo také Folkbladet Västerbotten, do 18. dubna 2012 Västerbottens Folkblad či VF, jsou švédské sociálnědemokratické noviny založené v roce 1917. Sídlí ve městě Umeå. Publikují převážně regionální zprávy. Vycházejí celý týden kromě neděle. Náklad klesá: z 15 700 výtisků v roce 2004 k 9700 v roce 2013.. 